# John Shadden
John Shadden, né le 10 mai 1963 à Long Beach (Californie), est un skipper américain.

## Carrière
John Shadden participe aux Jeux olympiques d'été de 1988 à Séoul et remporte la médaille de bronze dans la catégorie du 470 avec son coéquipier Charles McKee.